# Perdues dans la tourmente

Perdues dans la tourmente (A Family Lost) est un téléfilm américain réalisé par John Fasano et diffusé le 11 mars 2007 sur Lifetime.

## Fiche technique
- Réalisation : John Fasano (en)
- Scénario : Boon Collins, Gilbert Shilton
- Société de production : Once Upon a Time Films
- Durée : 88 minutes
- Pays :  États-Unis

## Distribution
- Cynthia Gibb (VF : Danièle Douet) : Valerie Williamson
- Nicole Muñoz (VF : Jessica Barrier) : Claire Williamson
- Zak Santiago (VF : Fabien Jacquelin) : Marcus Vegarra
- Daniel Roebuck (VF : Bernard Alane) : Steve Walsh
- Leslie Easterbrook (VF : Françoise Pavy) : Carol
- Aaron Hughes : Buck
- Jon Mikl Thor (en) : Gary
- Alicia Johnston (VF : Anne Massoteau) : Ranger Joyce Strickland
- Omar Khan : Agent Tony Manning
- Jennifer Pudavick (VF : Véronique Desmadryl) : Ranger Karen Dennis
- Peter Sherayko (VF : Guy Lamarque) : Ray le pilote
- Rick Skene : Veilleur de nuit